# 23 mars 1964
Le lundi 23 mars 1964 est le 83e jour de l'année 1964.

## Naissances
- Mary Zophres, chef costumière américaine pour le cinéma
- Marta Sobral, joueuse de basket-ball brésilienne
- Eugene Shvidler, homme d'affaires d'origine russe
- Okan Bayülgen, animateur de radio et de télévision
- Jonathan Ames, auteur américain
- Domenico Di Carlo, footballeur italien
- Óscar de Jesús Vargas, coureur cycliste colombien
- Stéphane Rossi, footballeur et entraîneur français
- John Mitchell, joueur de rugby à XV néo-zélandais
- Hope Davis, actrice américaine
- Kyoko Nakajima, romancière japonaise

## Décès
- Neville Stuart Pillans (né le 2 mai 1884), botaniste sud-africain
- Claire Anderson (né le 8 mai 1895), actrice américaine
- Vassili Vainonen (né le 21 février 1901), danseur, librettiste et chorégraphe soviétique
- Peter Lorre (né le 26 juin 1904), scénariste et réalisateur de cinéma américain d'origine austro-hongroise

## Autres événements
- Sortie du film : Souvenir of Their Visit to America ainsi que du single Do You Want to Know a Secret
- Sortie de l'album Shut Down Volume 2 des Beach Boys
- Sortie américaine du film Les Amours difficiles
- Hôtel de la Gicquelais devient l’objet d’un classement au titre des monuments historiques
- Ouverture à Genève (Suisse) de la première CNUCED (Conférence des Nations unies sur le commerce et le développement).
- Abolition des partis politiques en Birmanie. Ne Win prépare le pays au socialisme.